# Ralph McInerny
Ralph Matthew McInerny (Minneapolis, 24 februari 1929 – 29 januari 2010) was een Amerikaans detective- en sciencefictionschrijver. Een deel van zijn werk werd uitgebracht onder de pseudoniemen Harry Austin, Matthew FitzRalph, Ernan Mackey, Edward Mackin en Monica Quill. 
Als schrijver van detectiveromans creëerde hij de figuur van Father Dowling. Hij was tevens professor filosofie, directeur van het Jacques Maritain-Center en professor middeleeuwse studies aan de Universiteit van Notre Dame.

### Father Dowling
- Her Death of Cold (1977)
- Bishop as Pawn (1978)
- The Seventh Station (1977)
- Lying Three (1979)
- The Second Vespers (1980)
- Thicker Than Water (1981)
- A Loss of Patients (1982)
- The Grass Widow (1983)
- Getting a Way with Murder (1984)
- Rest in Pieces (1985)
- The Basket Case (1987)
- Slight of Body (1989; aka Abracadaver)
- Four on the Floor (1989)
- Judas Priest (1991)
- Desert Sinner (1992)
- Seed of Doubt (1993)
- A Cardinal Offense (1994)
- The Tears of Things (1996)
- Grave Undertakings (2000)
- Triple Pursuit (2001)
- Prodigal Father (2002)
- Last Things (2003)
- Requiem for a Realtor (2004)
- Blood Ties (2005)
- The Prudence of Flesh (2006)
- The Widow's Mate (2007)
- Ash Wednesday (2008)
- The Wisdom of Father Dowling (2009)
- Stained Glass (2009)

### Sister Mary Teresa (als Monica Quill)
- Not a Blessed Thing (1981)
- Let Us Pray (1982)
- And Then There Was Nun (1984)
- Nun of the Above (1985)
- Sine Qua Nun (1986)
- The Veil of Ignorance (1988)
- Sister Hood (1991)
- Nun Plussed (1993)
- Half Past Nun (1997)
- Death Takes the Veil (2001)

### Andrew Broom
- Cause and Effect (1987)
- Body and Soil (1989)
- Savings and Loam (1990)
- Mom and Dead (1994)
- Law and Ardor (1995)
- Heirs and Parents (2000)

### Notre Dame
- On This Rockne (1997)
- Lack of the Irish (1998)
- Irish Tenure (1999)
- The Book of Kills (2000)
- Emerald Aisle (2001)
- Celt and Pepper (2002)
- Irish Coffee (2003)
- Green Thumb (2004)
- Irish Gilt (2005)
- The Letter Killeth (2006)
- Irish Alibi (2007)
- The Green Revolution (2008)
- Sham Rock (2010)

### Egidio Manfredi
- Still Life (2000)
- Sub Rosa (2001)
- Rosary Chronicles
- The Third Revelation (2009)
- Relic of Time (2009)
- Other novels
- Jolly Rogerson (1967)
- A Narrow Time (1969)
- The Priest (1973)
- The Gate of Heaven (1975)
- Rogerson at Bay (1976)
- Romanesque (1977)
- Spinnaker (1978)
- Quick as a Dodo (1978)
- The Noonday Devil (1985)
- Leave of Absence (1986)
- Frigor Mortis (1989)
- The Nominative Case (als Edward Mackin) (1990)
- Easeful Death (1991)
- The Search Committee (1991)
- Infra Dig (1992)
- The Red Hat (1998)
- As Good As Dead (2002)
- The Ablative Case (2003)

¨*Slattery (2004)

### Verzamelwerken
- Thou Shalt Not Kill: Father Brown, Father Dowling And Other Ecclesiastical Sleuths (met G. K. *Chesterton and John Mortimer) (1992)
- Good Knights (2009)

### Poëzie
- The Soul of Wit: Some Poems (2005)

### Bloemlezingen
- Murder Most Divine (met Martin H Greenberg) (2000)
- Murder Most Catholic (met Martin H Greenberg) (2002)
- Great Mystery Series: 11 of the Best Mystery Short Stories from Alfred Hitchcock's And Ellery *Queen's Mystery Magazines (met Lawrence Block en Mary Higgins Clark) (2000)

### Non-fictie
- New Themes in Christian Philosophy (1969)
- Thomism in an Age of Renewal (1969)
- St. Thomas Aquinas (1977)
- Miracles: A Catholic View (1986)
- A First Glance at St. Thomas Aquinas: A Handbook for Peeping Thomists (1990)
- Aquinas on Human Action: A Theory of Practice (1992)
- The Question of Christian Ethics (1993)
- Aquinas Against the Averroists: On There Being Only One Intellect (1993)
- Let's Write a Novel (1993)
- Let's Write Short Stories (1993)
- Let's Read Latin: Introduction to the Language of the Church (1995)
- An Uncertain Legacy: Essays on the Pursuit of Liberty (met John Gray) (1997)
- What Went Wrong with Vatican II?: The Catholic Crisis Explained (1998)
- Aquinas and Analogy (1999)
- Characters in Search of Their Author: The Gifford Lectures, 1999–2000 (2001)
- The Very Rich Hours of Jacques Maritain: A Spiritual Life (2003)
- I Alone Have Escaped to Tell You: My Life and Pastimes (2006)
- Some Catholic Writers (2006)
- Dante and the Blessed Virgin (2010)